# Bokovka
Bokovka (en rus: Боковка) és un poble de l'óblast de Saràtov, a Rússia, segons el cens del 2010 tenia 39 habitants. Pertany al districte municipal de Saràtov.